# 聖經約翰
聖經約翰（英文：Bible John）是於1968年至1969期間，在蘇格蘭格拉斯哥一帶的一間舞廳，以殘忍手法連續殺害至少3名女性的兇手著稱。截至2012年，兇手一直沒有被確認，但已被定罪的連環殺手彼得·托賓最有可能是兇手，不過未被證實。

## 犯罪經過
1968年2月23日，25歲的帕特里夏·多克爾被勒死的屍體被發現在格拉斯哥，案發現場內未能找到她的手袋。1969年8月15日，32歲的三孩之母米瑪·麥當勞去了第一個死者遇害的舞廳，其後被她的妹妹在一棟舊樓發現她的屍體，死前有被強姦及暴力虐待的痕跡。1969年10月31日，29歲的海倫的屍體在伯爵街被發現，海倫與妹妹去到了同一間舞廳，後來認識了兩名男子，與其中一名男子乘計程車離開，妹妹首先下車，計程車則繼續駛到伯爵街。翌日海倫的屍體被發現。

## 流行文化影響
1991年，蘇格蘭漫畫家格蘭特以此為題材畫了一本漫畫Bible John - A Forensic Meditation。超級英雄幽靈刺客中，其中一個角色亦是叫聖經約翰。1997年，蘇格蘭犯罪小說作家伊恩·藍欽也以此改編成了一部小說黑與藍，並獲得英國犯罪小說作家協會的金匕首獎。